# Celena Mondie-Milner
 Celena Mondie-Milner (6 de agosto de 1968) é uma ex-velocista norte-americana, especialista nos 100 m rasos. Foi campeã mundial do revezamento 4x100 m no Campeonato Mundial de Atletismo de 1995, em  Gotemburgo, Suécia, junto com  Carlette Guidry, Chryste Gaines e Gwen Torrence.